# Giro de la Provincia de Milán
El Giro de la provincia de Milán es una antigua carrera ciclista disputada en la provincia de Milán. Esta carrera se componía de dos pruebas, contrarreloj en pareja en ruta y una prueba en pista (salvo en 1932). Hubo dos ediciones en 1921, 1922, 1924, 1925 y 1939. Costante Girardengo se impuso en seis ocasiones y Gino Bartali en cinco.

## Palmarés
| Año  | Ganadores                              | Segundos                               | Terceros                             |
| ---- | -------------------------------------- | -------------------------------------- | ------------------------------------ |
| 1917 | Gaetano Belloni Alfredo Sivocci        | Costante Girardengo Angelo Gremo       | Oscar Egg Luigi Lucotti              |
| 1919 | Costante Girardengo Angelo Gremo       | Francis Pélissier Henri Pélissier      | Gaetano Belloni Alfredo Sivocci      |
| 1920 | Giuseppe Belloni Giuseppe Azzini       | Luigi Annoni Costante Girardengo       | Alfredo Sivocci Leopoldo Torricelli  |
| 1921 | Costante Girardengo Giuseppe Azzini    | Giovanni Brunero Alfredo Sivocci       | Angelo Gremo Gaetano Belloni         |
| 1921 | Angelo Gremo Gaetano Belloni           | Francis Pélissier Henri Pélissier      | Giovanni Brunero Alfredo Sivocci     |
| 1922 | Gaetano Belloni Costante Girardengo    | Pietro Linari Alfredo Sivocci          | Giovanni Trentarossi Adriano Zanaga  |
| 1922 | Gaetano Belloni Giovanni Brunero       | Giuseppe Azzini Bartolomeo Aimo        | Angelo Gremo Costante Girardengo     |
| 1923 | Costante Girardengo Giovanni Brunero   | Émile Masson Félix Sellier             | Henri Suter Max Suter                |
| 1924 | Giovanni Brunero Bartolomeo Aimo       | Émile Masson Félix Sellier             | Henri Suter Max Suter                |
| 1924 | Costante Girardengo Ottavio Bottecchia | Pietro Linari Gaetano Belloni          | Nicolas Frantz Romain Bellenger      |
| 1925 | Achille Souchard Romain Bellenger      | Bartolomeo Aimo Camillo Arduino        | Adelin Benoît Hector Martin          |
| 1925 | Costante Girardengo Ottavio Bottecchia | Alfonso Piccin Adriano Zanaga          | Henri Suter Kastor Notter            |
| 1926 | Giovanni Brunero Alfredo Binda         | Pietro Linari Domenico Piemontesi      | Armand Blanchonnet Marcel Bidot      |
| 1932 | Alfredo Binda Raffaele Di Paco         | Costante Girardengo Learco Guerra      | Alfredo Bovet Michele Mara           |
| 1934 | Raffaele Guerra Domenico Piemontesi    | Fabio Battesini Alfredo Binda          | Francesco Camusso Giovanni Cazzulani |
| 1935 | Learco Guerra Fabio Battesini          | Aldo Bini Vasco Bergamaschi            | Gino Bartali Giuseppe Martano        |
| 1936 | Gino Bartali Learco Guerra             | Domenico Piemontesi Giovanni Cazzulani | Alfredo Binda Giuseppe Olmo          |
| 1937 | Maurice Archambaud Aldo Bini           | Gino Bartali Pierino Favalli           | Fabio Batesini Learco Guerra         |
| 1938 | Gino Bartali Pierino Favalli           | Giovanni Cazzulani Secundo Magni       | Carmine Saponetti Mario Ricci        |
| 1939 | Giovanni Valetti Cino Cinelli          | Gino Bartali Pierino Favalli           | Fausto Coppi Severino Rigoni         |
| 1939 | Gino Bartali Pierino Favalli           | Cino Cinelli Giovanni Valetti          | Severino Rigoni Fausto Coppi         |
| 1940 | Gino Bartali Pierino Favalli           | Fiorenzo Magni Vito Ortelli            | Osvaldo Bailo Primo Zucotti          |
| 1941 | Fausto Coppi Mario Ricci               | Adolfo Leoni Fiorenzo Magni            | Pierino Favalli Mario De Benedetti   |
| 1942 | Gino Bartali Pierino Favalli           | Fausto Coppi Mario De Benedetti        | Fiorenzo Magni Glauco Servadei       |
| 1943 | Fiorenzo Magni Glauco Servadei         | Gino Bartali Pierino Favalli           | Mario De Benedetti Giovanni Valetti  |